# Celestyn V
Celestyn V (łac. Celestinus V, właśc. Piotr Angelari del Murrone OSB; ur. w 1209 albo w 1210 w Iserni w prowincji Molise, zm. 19 maja 1296 na zamku Fumone) – papież w okresie od 5 lipca do 13 grudnia 1294, święty Kościoła katolickiego.

## Życiorys

### Wczesne życie
Był ostatnim z jedenaściorga dzieci ubogiej chłopskiej rodziny Angeleria i Marii. Zanim został papieżem, był zakonnikiem benedyktyńskim. Początkowo w klasztorze w Faifoli, następnie pustelnikiem: 1235–1238 na górze Morrone, 1240–1243 na La Maiella, gdzie stworzył zręby zakonu celestynów. W latach 1276–1279 był opatem w Faifoli. Znany był z pobożności i pokory.
Skupił wokół siebie uczniów, tworząc wspólnotę monastyczną, później nazwaną celestynami. Papież Urban IV włączył ich do zakonu benedyktyńskiego i przyjęli regułę św. Benedykta. Piotr będąc już papieżem zatwierdził swoją wspólnotę jako „kongregację ubogich eremitów” z regułą św. Franciszka. Ich przełożonym został Piotr z Maceraty.

### Wybór na papieża
Wybrany na papieża 5 lipca 1294 roku po śmierci Mikołaja IV w wyniku elekcji, w której, jako niebędący kardynałem, nie brał udziału. Wskutek impasu religijno-politycznego, a także konfliktów personalnych, kardynałowie nie mogli wybrać kandydata, który osiągnąłby 2/3 głosów. W ciągu 27 miesięcy część kardynałów dwukrotnie opuszczała konklawe, a część z nich usiłowała wybrać papieża na własną rękę. Gdy w 1293 roku do Perugii przybył Karol II Andegaweński, by ratyfikować traktat z Jakubem II Sprawiedliwym, narzucił kardynałom 4 kandydatów. Pomimo że elektorzy nie ugięli się, to nadal nie potrafili wybrać następcy św. Piotra. Po zamieszkach, jakie wybuchły w maju i czerwcu w Orvieto, zaproponowano pustelnika Piotra z Morrone. Negocjacje zarówno z Piotrem, jak i pomiędzy purpuratami, przyniosły efekt 5 lipca, kiedy to Piotr został jednomyślnie wybrany.

### Pontyfikat
Jego wybór został przyjęty w wielu środowiskach kościelnych z wielką radością. W tym wyborze widziano wypełnienie proroctwa Joachima z Fiore, który zapowiadał nową erę w dziejach Kościoła, gdy miał nim kierować papież „anielski” i „duchowny”.
Był politykiem uważanym za nieudolnego, pozostającego pod wielkim wpływem dworu neapolitańskiego i rodu Andegawenów, co przejawiło się zwłaszcza w nominacjach kardynalskich. Powołał wówczas dwunastu nowych kardynałów, wyraźnie nawiązując do liczby apostołów. Karol II utrudniał także Celestynowi przeniesienie się z Neapolu do Rzymu. 1 października 1294 Celestyn ratyfikował traktat pomiędzy Karolem II a Jakubem II, w którym zostało zawarte żądanie, by Jakub II opuścił Sycylię w ciągu trzech lat.
Celestyn V wydał bullę Quia in futurum (28 września 1294), w której przywrócił przepisy bulli Ubi Periculum Grzegorza X z 1274 r., dotyczące wyboru papieża.

## Rezygnacja z papiestwa
Przed adwentem Celestyn V chciał się oddać modlitwie, powierzając rządy nad Kościołem trzem kardynałom. Papieski pomysł spotkał się ze zdecydowanym sprzeciwem. Wówczas Celestyn polecił sprawdzić, czy z punktu widzenia prawa kanonicznego jest możliwa rezygnacja z urzędu papieskiego. Sprawę badało dwóch kardynałów: Benedetto Gaetani i Gerardo Bianchi, znanych ekspertów prawa kanonicznego. Po otrzymaniu odpowiedzi twierdzącej, co dopuszczała doktryna kościelna (choć dyskutowano nad sposobem: czy samodzielnie, czy przed soborem, czy kardynałami), kilka dni później, 10 grudnia, wydał bullę Constitutionem. Stwierdzał w niej, że normy ustanowione przez papieża Grzegorza X dotyczące przeprowadzenia konklawe obowiązują także w wypadku abdykacji papieża. W dniu 13 grudnia 1294 r. złożył urząd w Castel Nuovo w Neapolu odczytując w obecności kardynałów formułę własnej rezygnacji, złożył insygnia papieskie oraz poprosił ich o wybór nowego papieża. Do abdykacji Celestyna przyczynił się swoimi namowami kardynał Benedetto Gaetani, który został jego następcą.
Ustępujący papież pragnął powrócić do życia jako pustelnik. Następca, Bonifacy VIII, obawiał się jednak, że Celestyn V, jako były papież, może stać się elementem manipulacji ze strony kościelnych środowisk radykalnych, a może nawet doprowadzić do schizmy. Z tego powodu trzymał go pod strażą. Po kilku miesiącach Piotrowi udało się zbiec w góry, jednak został zatrzymany, dostał nakaz udania się do zamku Fumone koło Ferentino i zakaz powrotu do pustelni. Ostatnie miesiące życia przebywał tam uwięziony w ciasnej celi.
Francesco Petrarca uznał krok Celestyna V za wyraz wielkiej wolności, dokonany w duchu anielskim, który nie znosił nakazów podyktowanych koniecznością praktycznego i politycznego sprawowania urzędu. Z kolei Dante Alighieri uznał zrzeczenie się godności papieskiej za przejaw tchórzostwa i umieścił Celestyna w swoim dziele Boska komedia w piekle.

## Śmierć

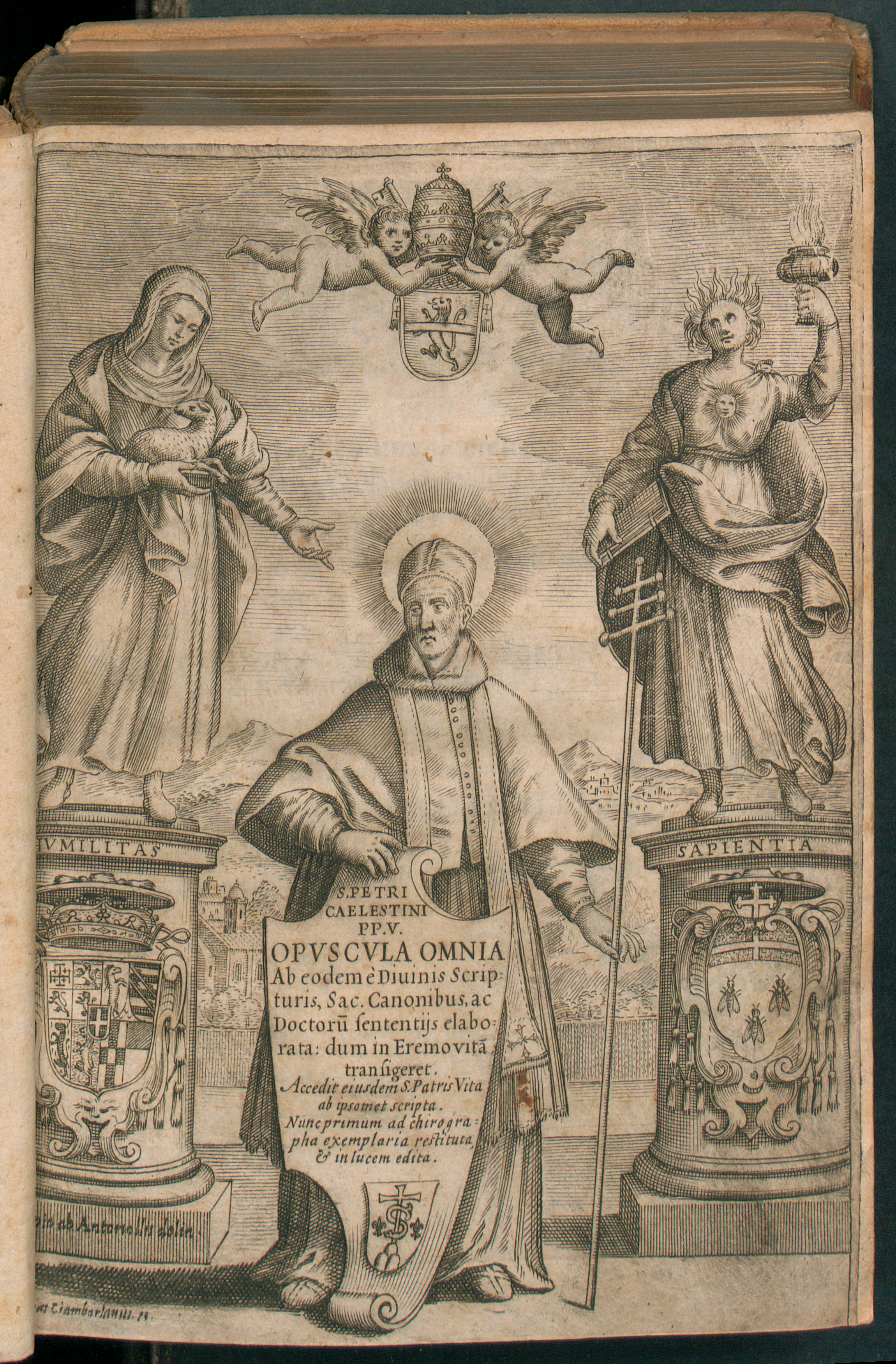
Opuscula omnia, 1640

Celestyn V zmarł w wieku 86 lub 87 lat. Najprawdopodobniej zmarł wskutek zakażenia, wywołanego wrzodem. Nie ma dowodów świadczących o surowym traktowaniu Celestyna w celi.

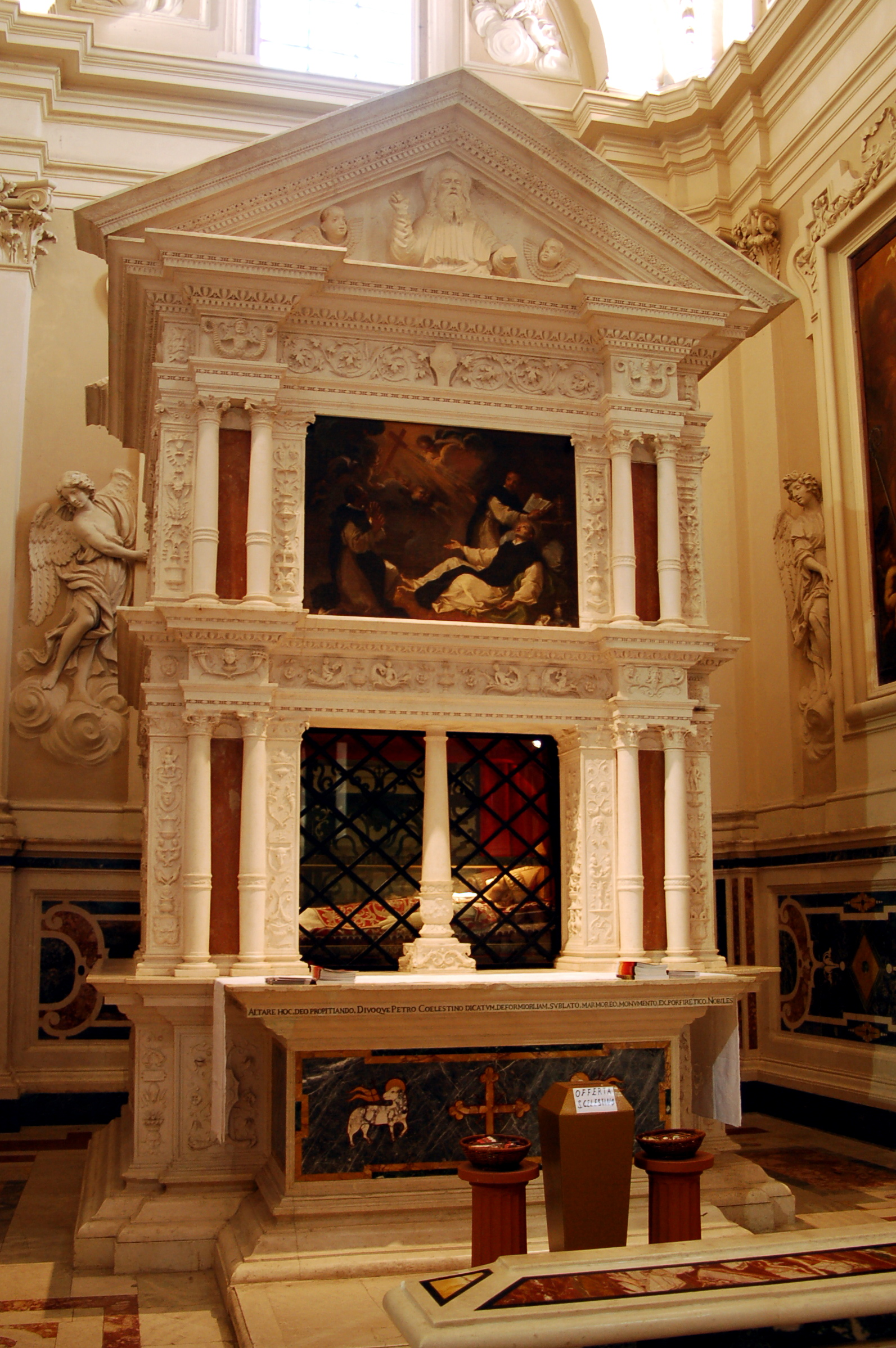
Grób Celestyna V w Basilica di Santa Maria di Collemaggio

Kanonizowany został przez Klemensa V 5 maja 1313 roku. Relikwie świętego Celestyna są przechowywane w katedrze w mieście Sulmona w prowincji L'Aquila. Jest on patronem swojego rodzinnego miasta Isernia w regionie Molise. Wspomnienie liturgiczne przypada 19 maja.